# エイリーク2世 (ノルウェー王)
エイリーク2世マグヌソン（Eirik II Magnusson, 1268年 - 1299年7月15日）は、ノルウェーの国王（在位：1280年 - 1299年）。改法王マグヌス6世とデンマーク王エーリク4世の娘インゲボーの間の子。

## 生涯
1273年、5歳のときに父の下で小王の地位を与えられ、1280年に共治王として戴冠することとされた。しかしその前に1280年に父マグヌス6世が死去し、単独のノルウェーとして即位する。成人前であったため、有力貴族と母インゲボーからなる枢密院が組織され王国を統治したが、1282年にエイリークが成年となった後も枢密院は影響力を保持した。弟ホーコンは1273年に「ノルウェー公」とされ、1280年の父の死後は王国東部のオスロ周辺および南西部のスタヴァンゲルをエイリークのもとで支配した。エイリークの王宮はノルウェー西部のベルゲンに置かれた。
1281年、敵対関係にあったスコットランドとの関係改善のため、スコットランド王アレグザンダー3世の王女マーガレットを妃として迎えた。マーガレットは2年後、娘マルグレーテの出産の際に死去した。その後、1293年に後のスコットランド王ロバート1世の妹イザベルと再婚し、1女インゲビョルグが生まれた。
エイリークはハンザ同盟都市と戦ったが不首尾に終わり、また、デンマーク王エーリク5世の暗殺犯らと同盟を結び、デンマークとの長期にわたる対立を生じさせた。
1299年、32歳で死去した。この時、後妻イザベルとの間の娘インゲビョルグしか残っていなかったが、ノルウェーの相続法では女子の王位継承は認められなかったため、王位は弟ホーコン5世が継ぐこととなった。
先妻との間の唯一の子供であるマルグレーテは、母方の祖父アレグザンダー3世の死後、スコットランド女王マーガレットとして王位を継承したが、引き続きノルウェーで養育された。後にイングランド王太子エドワード（後のエドワード2世）との結婚が決められたが、1290年に父の許を離れてスコットランドへ渡海中に死去した。マルグレーテの死はスコットランド独立戦争の引き金となった。エイリーク2世は一時娘からのスコットランド王位の継承を主張したが、失敗に終わった。

## 子女
マーガレット・オブ・スコットランドとの間に1女をもうけた。
- マルグレーテ（1283年 - 1290年） - スコットランド女王（1286年 - 1290年）

イザベル・ブルースとの間に1女をもうけた。
- インゲビョルグ（英語版）（1297年 - 1357年） - 1312年にフィンランド公ヴァルデマール（スウェーデン王マグヌス3世王子）と結婚[3]